# Vertrauensschaden
Vertrauensschaden ist der Schaden, der einer Vertragspartei dadurch entsteht, dass sie (fälschlich) auf die Rechtswirksamkeit eines ungültigen Rechtsgeschäfts oder einer ungültigen Erklärung vertraut.

## Rechtslage in Deutschland
Die Höhe des Vertrauensschadens bemisst sich nach dem sogenannten negativen Interesse der ersatzberechtigten Geschäftspartei. Dieses entspricht dem Aufwand, der zur Herstellung des Zustands nötig ist, welcher vorläge, wenn der zum Ersatz verpflichtende Umstand nicht eingetreten (daher der Begriff negatives Interesse) wäre (§ 249 BGB). Dabei stellt in solchen Fällen nicht die Ungültigkeit des Rechtsgeschäfts oder der Erklärung, sondern das fälschliche Vertrauen auf die Gültigkeit den zum Ersatz verpflichtenden Umstand dar. Folglich ist die ersatzberechtigte Geschäftspartei so zu stellen, wie sie stünde, wenn sie nicht auf die Gültigkeit des Rechtsgeschäfts oder der Erklärung vertraut hätte.
Neben dem Vertrauensschaden gibt es auch einen Erfüllungsschaden, welcher sich nach dem sogenannten positiven Interesse (Interesse des Gläubigers an der ordnungsgemäßen – d. h. positiven – Erfüllung des Schuldverhältnisses) bemisst. Da das positive Interesse (§ 249 BGB) auch einen eventuell entgangenen Gewinn (§ 252 BGB) beinhaltet, ist das positive Interesse in der Regel höher als das negative Interesse (aber nicht immer; vgl. § 122 Abs. 1 aE BGB).
Ausnahmsweise ist der Schadensersatzanspruch in den speziellen Fällen insbesondere nach den § 122 Abs. 1 BGB und § 179 Abs. 2 BGB durch das positive Interesse begrenzt. Das positive Interesse (der Erfüllungsschadensersatzanspruch) deckelt hier also den zu ersetzenden Vertrauensschaden. Der Anspruchsinhaber soll in solchen Fällen nicht besser gestellt werden als er bei ordnungsgemäßer ursprünglicher Vertragserfüllung stehen würde.

## Rechtslage in der Schweiz
Im schweizerischen Recht unterscheidet man zwischen Erfüllungs- und Vertrauensschaden. Das Gesetz bezeichnet den Vertrauensschaden als den „aus dem Dahinfallen des Vertrages erwachsenden Schaden“. Ersatz des aus dem Dahinfallen des Vertrages erwachsenden Schadens ist beispielsweise geschuldet im Falle der Irrtumsanfechtung (Art. 26 OR), der vollmachtlosen Vertretung (Art. 39 OR) oder des Vertragsrücktrittes (Art. 109 OR). Wie im deutschen Recht wird der Gläubiger grundsätzlich so gestellt, als ob er vom Vertrag nie etwas gehört hätte. Der Vertrauensschaden erfasst damit diejenigen Kosten, welche im Vertrauen auf die Gültigkeit des Vertrages vorgenommen worden sind wie beispielsweise Transport- und Mahnkosten sowie nutzlos gewordene (frustrierte) Anschaffungen. Es gibt jedoch auch bedeutende Unterschiede zum deutschen Recht: Einerseits ist der Vertrauensschaden nicht durch das Erfüllungsinteresse beschränkt, womit jener dieses durchaus übersteigen kann. Andererseits kann der Gläubiger auch den entgangenen Gewinn aus einem hypothetischen Drittgeschäft geltend machen, sofern er nur nachweisen kann, dass er auf eine konkrete Abschlussgelegenheit aufgrund des nun dahingefallenen Vertrages verzichten musste.